# Verteillac
Verteillac (Vertelhac em occitano) é uma comuna francesa na região administrativa da Nova Aquitânia, no departamento Dordonha. Estende-se por uma área de 18,58 km². Em 2010 a comuna tinha 647 habitantes (densidade: 34,8 hab./km²).